# Rudolph Ganz
Rudolph Ganz (24 de fevereiro de 1877 - 2 de agosto de 1972) foi um pianista, maestro, compositor e educador musical americano nascido na Suíça.

## Carreira como pianista e maestro
Nascido em Zurique, Ganz estudou violoncelo com Friedrich Hegar e piano com Robert Freund na Zürich Musikschule (Escola de Música de Zurique).  Ele também teve aulas de composição com Charles Blanchet no Conservatório de Lausanne. Entre 1897 e 1898, Ganz estudou piano com Fritz Blumer em Estrasburgo e, de 1899 a 1900, com Ferruccio Busoni em Berlim e Weimar, além de estudar composição com Heinrich Urban em Berlim. 
Em 7 de dezembro de 1899, ele fez sua estreia como pianista junto a Orquestra Filarmônica de Berlim. Poucos meses depois, em 14 de abril de 1900, estreou como maestro com a mesma orquestra, regendo a estreia mundial de sua própria Sinfonia nº 1 em mi maior. Em maio, Florenz Ziegfeld Sr. visitou Berlim e o convidou para integrar o corpo docente do departamento de piano do Chicago Musical College. Em agosto de 1900, Ganz mudou-se para Chicago.
Ganz ingressou no departamento de piano e tornou-se membro do conselho de diretores do Chicago Musical College, atuando do outono de 1900 até a primavera de 1905. 
Em 20 de março de 1903, Ganz fez sua estreia orquestral nos Estados Unidos como solista  com a Orquestra Sinfônica de Chicago sob a regência de Theodore Thomas na primeira apresentação em Chicago da Sinfonia nº 1 de Vincent d'Indy, realizada no Auditorium Theatre. 
Em 5 de março de 1905, durante um recital em Chicago no Music Hall (localizado no Fine Arts Building), Ganz tornou-se o primeiro pianista a executar a música de Maurice Ravel nos Estados Unidos. Na ocasião, ele tocou Jeux d'eau (Harold Bauer faria a primeira apresentação de dessa mesma peça em Boston, no dia 4 de dezembro de 1905).
Do outono de 1905 até a primavera de 1908, Ganz viveu na cidade de Nova York e iniciou turnês de concertos pela América do Norte, Europa e Cuba. 
Em 8 de novembro de 1907, no Mendelssohn Hall de Nova York, Ganz realizou a estreia americana de Oiseaux tristes e Barque sur l'ocean (do ciclo Miroirs, 1905), de Maurice Ravel. 
Em 1908, mudou-se para Berlim para lecionar e atuar como concertista. Durante esse período, foi responsável pelas primeiras execuções berlinenses de Vincent d'Indy e Béla Bartók, bem como as estreias londrinas de obras de Ravel e John Alden Carpenter. 
Entre seus alunos em Berlim estavam o pianista de Chicago Edward Joseph Collins, o pianista de St. Louis Leo C. Miller, a pianista de Kansas City e posteriormente assistente de Ganz, Mollie Margolies, o pianista norueguês Nils Larsen e os compositores americanos Charles Haubiel e Edward Ballantine. 
Em 1913, Ganz começou a gravar rolos de piano para Welte-Mignon e Duo-Art, e, em 1916, para Pathé. Com o início da Primeira Guerra Mundial, em 1914, Ganz retornou à cidade de Nova York e lecionou no Institute of Musical Art (que viria a se tornar a Juilliard School). Em 1920, no Carnegie Hall, ele regeu a Filarmônica de Nova York em sua própria execução do Concerto para Piano em Mi bemol Maior de Franz Liszt, utilizando um piano Weber de cauda da Aeolian Company com o sistema de reprodução Duo-Art — tornando-se o primeiro pianista a reger uma orquestra durante a execução de um concerto em que ele próprio tocava por meio de um rolo de piano.

## Carreira posterior como maestro e educador musical
De 1921 a 1927, Ganz foi o maestro da Orquestra Sinfônica de St. Louis e teve um papel imprescindível no posicionamento da orquestra entre as mais importantes dos Estados Unidos. Como quarto regente da história da orquestra, Ganz foi responsável por construir e educar um novo público. As primeiras gravações da orquestra, os concertos inovadores para crianças e jovens, bem como as extensas turnês de primavera pelo Meio-Oeste, Sul e Sudoeste americano foram as fontes para o desenvolvimento desse novo público. 
Durante suas seis temporadas à frente da orquestra, 21% das obras apresentadas foram estreias em St. Louis. Entre elas estavam: Rapsodie espagnole, de Maurice Ravel; Sinfonia nº 4, de Gustav Mahler; Fountais of Rome, de Ottorino Respighi; Sinfonia de Londres, de Ralph Vaughan Williams; A Vida de um Herói, de Richard Strauss;  Suíte O Pássaro de Fogo, de Igor Stravinsky; Suíte From Northland, de Leo Sowerby e Pastorale d'été de Arthur Honegger — esta última em estreia americana.
Durante seu tempo em St. Louis, Ganz foi iniciado como membro honorário da fraternidade musical Phi Mu Alpha Sinfonia, em 1924 na Universidade do Missouri.
Em 1928, Ganz retornou ao Chicago Musical College para lecionar, exercendo o cargo de presidente da instituição entre 1934 e 1954, sem deixar de manter uma presença ativa no cenário musical nacional. Entre 1930 a 1933, Ganz fundou e regeu a National Little Symphony (posteriormente renomeada National Chamber Symphony), patrocinada pela NBC com o objetivo de promover a música contemporânea. De 1936 a 1941 ele liderou a Orquestra Sinfônica de Omaha. De 1939 a 1948, atuou como regente permanente dos Young People's Concerts com a Orquestra Filarmônica de Nova York e a Orquestra Sinfônica de São Francisco, e, entre 1944 a 1946, com a Orquestra Sinfônica de Chicago. De 1946 a 1948, ele foi diretor musical da Grand Rapids Symphony em Michigan, que era uma orquestra comunitária da época. Em 20 de fevereiro de 1941, Ganz apresentou seu próprio Concerto para Piano em Mi bemol maior, Op. 32, com a Orquestra Sinfônica de Chicago sob a regência de Frederick Stock, em sua estreia mundial. A obra foi encomendada por Frederick Stock para comemoração do 50º aniversário da orquestra. 
A maior parte das composições musicais de Ganz estão guardadas na Biblioteca Newberry.

## Legado
Ganz esteve ativamente envolvido na promoção da música contemporânea ao longo de sua carreira. Ferruccio Busoni, Christian Sinding, Charles Griffes e Alexander Tcherepnin, entre outros, dedicaram-lhe obras. Em 1923, recebeu a Legião de Honra do governo Francês por sua contribuição na introdução de obras por Claude Debussy e Ravel ao público americano. Nos anos seguintes, ele também interpretou e regeu composições de Pierre Boulez, John Cage e Arthur Honegger. 
Ravel, em uma carta dirigida a Ganz, agradeceu-lhe pelas interpretações de suas obras e, em sinal de gratidão, dedicou-lhe "Scarbo", a terceira parte de sua composição Gaspard de la Nuit.
Mesmo na década de 1960, Ganz continuava a ser um pioneiro da música contemporânea. No início de 1961, Hans Moldenhauer - musicólogo especializado em Anton Webern, arquivista na Universidade de Washington e doador dos Arquivos Moldenhauer - visitou Ganz e sua esposa, Esther LaBerge, em Chicago. Moldenhauer, que também era amigo e ex-aluno de Ganz, havia acabado de descobrir vários manuscritos originais no sótão da casa de Webern em Mittersill, na Áustria. Ao mostrar cópias dos manuscritos ao casal Ganz, disse: "Escolham o que quiserem tocar." Eles selecionaram quatorze canções escritas entre 1899 e 1904, quando Webern tinha entre dezesseis e vinte anos de idade. Posteriormente, Ganz viria a editar as quatorze canções de Anton Webern, que foram publicadas em três volumes pela Carl Fischer, Inc. Em maio de 1962, Ganz acompanhou sua esposa mezzo-soprano, Esther LaBerge, na estreia mundial das canções de Anton Webern no Primeiro Festival Internacional Webern realizado na Feira Mundial de Seattle . 
Durante as décadas de 1930 e 1940, entre os alunos de Ganz estavam John La Montaine (compositor), Hans Moldenhauer, Joseph Bloch (pianista, estudioso de Alkan e professor na Juilliard School), Dorothy Donegan (pianista de jazz), Edward Gordon (diretor executivo do Ravinia Festival), Wanda Paul (pianista e docente da Northwestern University) e Robert McDowell (pianista e professor do Chicago Musical College). 
Outros alunos incluíram Dean Sanders (professor emérito da Escola de Música da Universidade de Illinois em Urbana-Champaign), Deniz Arman Gelenbe, que é professora de piano e chefe emérita do Departamento de Teclado do Conservatório de Música e Dança Trinity-Laban em Londres, Audley Wasson, Marion Edna Hall, que lecionou por muitos anos na Universidade de Indiana, Lucy Scarbrough (pianista e regente), Abby Whiteside, Evelyn Hora, Gena Branscombe, Beatrice Sharp Karan, Evelyn (Wilgus) Lewis, Ilse Gerda Wunsch, Adrian Lerner Newman Goldman, Vera Bradford Arne Sorensen, Sheldon Shkolnik, Jeffrey Siegel e Ludmila Lazar.
Ganz faleceu em Chicago aos 95 anos de idade. A manchete de um jornal dizia: "Parte o último vínculo com Liszt"

## Família
Rudolph Ganz era filho de Rudolf Ganz, Sr. e Sophie Bartenfeld.  Tinha três irmãos: Paul, Emil e Hans. Casou-se com a soprano americana Mary Forrest em 1900, em Berlim. O casal teve um filho, Anton Roy Ganz, nascido em 1903, que mais tarde atuou como embaixador suíço na União Soviética. Em 1959, três anos apos a morte de Mary Forrest Ganz, Ganz casou-se com Esther LaBerge, cantora de concerto e professora associada de canto no Chicago Musical College. Esther LaBerge Ganz teve uma filha, Jeanne Colette Collester, professora de história da arte. Esther morreu em 2007.

## Links externos
- Rudolph Ganz (em inglês) no AllMusic
- Obras de Rudolph Ganz no International Music Score Library Project
- Rudolph Ganz Papers at the Newberry Library
- Ganz: Piano Concerto in E-Flat Major / La Montaine: Piano Concerto No. 4 (Cedille Records)

1. 1 2  Collester, Jeanne Colette (1995). Rudolph Ganz: A Musical Pioneer 1st ed. Metuchen, NJ: Scarecrow Press. ISBN 0-8108-2883-9. OCLC 30028885
2. ↑  Draganski, Don (1983). The First 116 Years: Faculty and Staff of the Chicago Musical College 1867-1983. [S.l.]: [unpublished]
3. ↑  Jean-Pierre Thiollet, 88 notes pour piano solo, Neva Editions, 2015, "Solo nec plus ultra", p. 52.ISBN 978-2-3505-5192-0
4. ↑  Collester, Colette (1995). Rudolph Ganz: A Musical Pioneer 1st ed. Metuchen, NJ: Scarecrow Press. pp. 38–56, 124–129. ISBN 0-8108-2883-9
5. ↑  Collester, Jeanne Colette (1995). Rudolph Ganz: A Musical Pioneer 1st ed. Metuchen, NJ: Scarecrow Press. pp. 87–88. ISBN 0-8108-2883-9. OCLC 30028885